# Faruk Hujdurović
Faruk Hujdurović (* 14. Mai 1970 in Bijeljina, SFR Jugoslawien) ist ein bosnischer Fußballspieler und -trainer.

## Vereinskarriere als Spieler und Trainer
Hujdurović spielte zu Beginn seiner Karriere für FK Radnik Bijeljina, OFK Belgrad und FK Hajduk Kula. Später wechselte er zum slowenischen Klub Publikum Celje. Im Januar 1998 wechselte Hujdurović nach Österreich zur SV Ried. Mit den Oberösterreichern gewann der Verteidiger in der Saison 1997/98 den ÖFB-Cup.
Im September 2000 wechselte er zum damaligen deutschen Bundesligisten Energie Cottbus. Für die Lausitzer absolvierte Hujdurović 60 Bundesliga- und fünf Zweitligaspiele. Sein einziges Tor für Cottbus war das 1:0 beim 4:2-Sieg über den Hamburger SV am 33. Spieltag der Saison 2000/01.
Im Sommer 2004 folgte der Wechsel zum FC Carl Zeiss Jena in die Oberliga. In der ersten Saison erkämpfte er mit dem Verein die Meisterschaft in der Oberliga Nordost und stieg somit in die Regionalliga auf. In der Regionalligasaison 2005/06 bestritt er 17 Spiele für die Thüringer. Nach „einer wiederholten, groben Unsportlichkeit“ beim Abschlusstraining vor der letzten Hinrundenpartie der Saison 2005/06 wurde der Bosnier aus dem Kader gestrichen.
Daraufhin wechselte er in der Winterpause zum 1. FC Eschborn in die Regionalliga Süd. Dort blieb er lediglich bis zum Saisonende und wechselte im Sommer 2006 zum Oberligisten VFC Plauen.
Zwei Jahre später zog es ihn weiter zum VfB 09 Pößneck, dort spielte er bis Juli 2010. In der Saison 2010/11 übernahm Hujdurović das Traineramt beim VfB 09 Pößneck.
Von 2012 bis 2013 war er Spielertrainer der SG Traktor Teichel in der thüringischen Landesklasse Ost; seit der Saison 2014/15 ist er als Spieler beim TSV 1864 Magdala aktiv.

### Nationalmannschaftskarriere
Faruk Hujdurović spielte zwischen 1999 und 2002 zwölfmal für die bosnische Nationalmannschaft.

## Erfolge
- 1 × Österreichischer Cupsieger: 1998 (SV Ried)